# Lovely (Lied)
Lovely (Eigenschreibweise: lovely) ist ein Lied der US-amerikanischen Sängerin Billie Eilish aus dem Jahr 2018, in Zusammenarbeit mit dem US-amerikanischen Sänger Khalid.

## Entstehung und Veröffentlichung
Das Lied wurde von den beiden Interpreten, zusammen mit Billies Bruder Finneas O’Connell, für die zweite Staffel der US-amerikanischen Dramaserie Tote Mädchen lügen nicht geschrieben.
Die Erstveröffentlichung erfolgte am 19. April 2018 als digitale Single zum Download und Streaming. Später erschien es auch auf der erweiterten japanischen Ausgabe von Don’t Smile at Me.

## Inhalt
Das Lied handelt von Depressionen und Traurigkeit.

## Musikvideo
Am 26. April 2018 folgte auf YouTube das Musikvideo, welches bis April 2022 über 1,3 Milliarden Mal abgerufen wurde.

## Kommerzieller Erfolg

### Chartplatzierungen
| ChartsChartplatzierungen       | Höchstplatzierung | Wochen |
| ------------------------------ | ----------------- | ------ |
| Deutschland (GfK)              | 78 (2 Wo.)        | 2      |
| Österreich (Ö3)                | 60 (6 Wo.)        | 6      |
| Schweiz (IFPI)                 | 46 (80 Wo.)       | 80     |
| Vereinigte Staaten (Billboard) | 64 (22 Wo.)       | 22     |
| Vereinigtes Königreich (OCC)   | 47 (9 Wo.)        | 9      |

| ChartsJahrescharts (2023) | Platzierung |
| ------------------------- | ----------- |
| Schweiz (IFPI)            | 98          |

### Auszeichnungen für Musikverkäufe
| Land/Region                  | Auszeichnungen für Musikverkäufe (Land/Region, Auszeichnung, Verkäufe) | Verkäufe   |
| ---------------------------- | ---------------------------------------------------------------------- | ---------- |
| Australien (ARIA)            | 13× Platin                                                             | 910.000    |
| Brasilien (PMB)              | 4× Diamant                                                             | 640.000    |
| Dänemark (IFPI)              | 3× Platin                                                              | 270.000    |
| Deutschland (BVMI)           | 3× Gold                                                                | 600.000    |
| Finnland (IFPI)              | Platin                                                                 | 40.000     |
| Frankreich (SNEP)            | Platin                                                                 | 200.000    |
| Griechenland (IFPI)          | 4× Platin                                                              | 80.000     |
| Italien (FIMI)               | 2× Platin                                                              | 200.000    |
| Kanada (MC)                  | Diamant                                                                | 800.000    |
| Mexiko (AMPROFON)            | 3× Platin                                                              | 180.000    |
| Neuseeland (RMNZ)            | 8× Platin                                                              | 240.000    |
| Norwegen (IFPI)              | 3× Platin                                                              | 180.000    |
| Österreich (IFPI)            | 3× Platin                                                              | 90.000     |
| Polen (ZPAV)                 | Diamant                                                                | 250.000    |
| Portugal (AFP)               | 8× Platin                                                              | 80.000     |
| Schweden (IFPI)              | 2× Platin                                                              | 240.000    |
| Schweiz (IFPI)               | 4× Platin                                                              | 80.000     |
| Spanien (Promusicae)         | 3× Platin                                                              | 180.000    |
| Vereinigte Staaten (RIAA)    | Diamant                                                                | 10.000.000 |
| Vereinigtes Königreich (BPI) | 3× Platin                                                              | 1.900.000  |
| Insgesamt                    | 1× Gold · 62× Platin · 7× Diamant ·                                    | 17.180.000 |

Hauptartikel: Billie Eilish/Auszeichnungen für Musikverkäufe

## Coverversionen und Samples
- 2021: Céline, die deutsche Popsängerin und Rapperin verwendete ein Instrumental-Sample zu Lovely in ihrer Single Hotel,[11] allerdings werden die Komponisten von Lovely nicht als Urheber von Hotel genannt.[12][13]